# مانوئل پاوان
مانوئل پاوان (انگلیسی: Manuel Pavón؛ زادهٔ ۲۷ فوریهٔ ۱۹۸۴) بازیکن فوتبال اهل اسپانیا است.
از باشگاه‌هایی که در آن بازی کرده‌است می‌توان به باشگاه فوتبال لوگو، باشگاه فوتبال پومفرادینا، باشگاه فوتبال گرانادا، و باشگاه فوتبال نومانسیا اشاره کرد.